# Munderi
Munderi es una ciudad censal situada en el distrito de Kannur en el estado de Kerala (India). Su población es de 21676 habitantes (2011). Se encuentra a 9 km de Kannur y a 91 km de Kozhikode.

## Demografía
Según el censo de 2011 la población de Munderi era de 21676 habitantes, de los cuales 9904 eran hombres y 11772 eran mujeres. Munderi tiene una tasa media de alfabetización del 94,90%, superior a la media estatal del 94%: la alfabetización masculina es del 97,62%, y la alfabetización femenina del 92,64%.